# Influenza
Az influenza (grippe) egy vírus által okozott fertőző betegség. A kórokozó influenzavírusok emlősöket és madarakat képesek megfertőzni. A betegség az emberek között cseppfertőzés útján (kis távolságra), közvetlen testi érintkezéssel vagy a beteg által megérintett tárgyakkal terjed, ezért a fertőzés megelőzésében a mindennapi higiénia szerepe megkerülhetetlen. Fő tünetei a hirtelen kezdődő láz, orrfolyás, torokfájás, izomfájdalom, fejfájás, fáradtság, elesettség, később pedig száraz köhögés. Különösen időseknél léphetnek fel súlyos szövődmények: tüdőgyulladás, a homloküreg gyulladása, asztma, szívműködési zavarok.
A tünetek különböző súlyosságúak lehetnek. A kétnapos lappangási idő után számított egy héten belül a legtöbb tünet megszűnik, de a köhögés két hétig is kitart. Gyerekekben előfordulhat hasmenés és hányás, de felnőtteknél ezek ritkák. Ezek felülfertőzéstől alakulnak ki.
Az influenzavírusok négy típusa közül az A, a B és a C fertőz embereket. Ez a D típus esetén még nem ismert, de feltehetően képes lenne rá. A beteg a lappangási időszak kezdetétől egészen a tünetek elmúlásáig fertőz. A teszteléshez köpetből, torokból, illetve orrból vesznek mintát. Számos gyorsteszt érhető el, ám a fertőzés nem biztos, hogy kimutatható. A vírus RNS-ét kimutató polimeráz láncreakció (PCR) megbízhatóbb.
A vírus terjedését lassítja a gyakori kézmosás, és a maszk viselése. A WHO a kockázati csoportok számára évenkénti oltást ajánl. A Centers for Disease Control and Prevention (CDC) ajánlása féléves kortól szól. Az oltás három vagy négy típus ellen véd, és csak ritkán okoz komolyabb problémát. A vírus gyors mutálódása miatt évenként új oltóanyagot kell készíteni. Az antivirális szereket kipróbálták, de nem segítették a gyógyulást se csak máskülönben egészséges, se egyébként is beteg fertőzötteknél.
Minden évben megindul az influenza. Évente világszerte 3-5 millió esetben okoz súlyos betegséget, és 290 000-650 000 beteg bele is hal. Az oltatlan gyerekek 20%-a, az oltatlan felnőttek 10%-a megfertőződik. A mérsékelt és a hideg égövben jellemzően a téli időszakban jelentkezik; a trópusokon is előfordul, ott egész évben. A legtöbb halott kisgyerek, idős, vagy krónikus beteg. Ritkán okoz pandémiát; a 20. században három influenzapandémia ismeretes: a spanyolinfluenza 1918-ban (17-100 millió halál); az ázsiai influenza 1957-ben (kétmillió halál); és a hongkongi influenza 1968-ban (egymillió halál). A WHO 2009-ben az új influenza A/H1N1 terjedését pandémiává nyilvánította. Nemcsak az emberre veszélyes, hanem más fajokra is, mint disznókra, lovakra és madarakra.

## Kapcsolódó BNO-kódok (BNO-10)
- J1000 Influenza tüdőgyulladással, influenzavírus identifikált
- J1001 Influenza tüdőgyulladással, H1N1 influenzavírus identifikált
- J1010 Influenza egyéb légúti tünetekkel, influenzavírus identifikált
- J1011 Influenza egyéb légúti tünetekkel, H1N1 influenzavírus identifikált
- J1080 Influenza egyéb tünetekkel, influenzavírus identifikált
- J1081 Influenza egyéb tünetekkel, H1N1 influenzavírus identifikált
- J1100 Influenza tüdőgyulladással, vírus nem identifikált
- J1110 Influenza egyéb légúti tünetekkel, vírus nem identifikált
- J1180 Influenza egyéb tünetekkel, vírus nem identifikált
- Z2510 Influenza elleni immunizációra szoruló személy

## Kórokozói

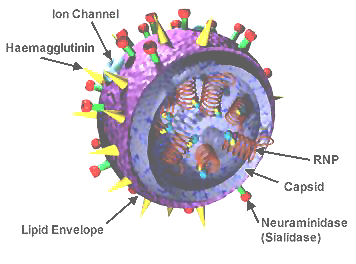
Az influenzavírus szerkezete

Az antigen shift elve: két vírus létrehoz egy újat

Az influenzát az ortomixovírusok (Orthomyxoviridae) családjába tartozó influenzavírus A, influenzavírus B és influenzavírus C okozzák.
Az influenzavírusok genomja nyolc szegmens negatív egyszálú RNS-ből áll.
A vírust lipidtartalmú burok (envelope) veszi körül. Ebből a burokból nyúlnak ki a neuraminidáz és a hemagglutinin glikoproteinek.
A gazdaszervezet immunrendszere a neuraminidáz (NA) és a hemagglutinin (HA) alapján tudja felismerni a kórokozót. E glikoproteineknek azonban több altípusuk is létezik: influenzavírus A hemagglutininjéből eddig 16 altípust (H1-H16), neuraminidázából pedig kilencet (N1-N9) írtak le.
A felszíni glikoproteinek antigenitása gyakran megváltozik (tehát az immunrendszer „többé nem ismeri fel”), s ez az alapja az influenzajárványoknak. E változásnak két módját ismerjük:
- Antigen drift: pontmutációk következtében a glikoproteinek egy-egy aminosava változik meg
- Antigen shift: akkor következhet be, ha egyazon sejtet többféle vírus is megfertőz. Ilyenkor genetikai rekombináció jön létre, tehát a két vírusgenom elegyéből új változatok alakulnak ki. A rekombináció alapja, hogy a vírusgenom több különálló RNS-szegmensből áll, melyek tehát könnyedén „összekeveredhetnek egymással”. Az antigen shift jelenségét csak az A típusú influenzavírusok esetében figyelték meg.

Az influenzavírus-törzsek jelölésére speciális kódot használnak, amely a vírus típusát (A, B, C) és HA/NA antigenitását (pl. H3N2) valamint a gazdaszervezetet (pl. disznó), a földrajzi eredetet és egy törzsszámot tartalmaz. Pl. A/Brisbane/10/2007 (H3N2), B/Florida/4/2006. Az influenza D típusát 2016-ban fedezték fel, de kiderült, hogy már 2011-ben izolálták.
Csak távolról rokonok a humán parainfluenza vírusokkal, melyek a paramyxovírus családba tartozó RNS-vírusok. Ezek szintén légúti betegséget okoznak, a kruppot, amelynek tünetei felnőtteknél az influenzához hasonlíthatnak.

### Influenzavírus A
Az A típusú influenzavírus az emberen kívül más emlősök és madarak között is elterjedt kórokozó. Természetes gazdái vad vízimadarak, ahol a vírusnak számos változata megtalálható.
Ez okozza a legnagyobb (akár világméretű) járványokat és a legsúlyosabb betegségeket:antigen shift révén ugyanis gyakran alakulnak ki újabb változatok, melyek ellen a gazdaszervezetek még nem védettek. Az emberre a baromfiról ugrik rá.
Jelenleg a legelterjedtebb emberi kórokozók a H1N1 és a H3N2 altípusú A-vírusok. Eddig a következőket találták meg emberben:
- H1N1, a spanyolnátha kórokozója 1918-ban, illetve a sertésinfluenza okozója, 2009-ben
- H2N2, az ázsiai influenza kórokozója, 1957-ben
- H3N2, ami a hongkongi influenzát okozta, 1968-ban
- H5N1, a 2004-es madárinfluenza vírusa[31][32]
- H7N7, szokatlan fertőzési potenciállal az állatok körében[33]
- H1N2, madarakban, emberben és sertésben is előfordul
- H9N2
- H7N2
- H7N3
- H10N7
- H7N9, amelyről 2018-ban úgy találták, hogy az A típusú influenzák közül ennek a legnagyobb a pandémiás potenciálja[34]
- H6N1, csak egy embernél találták meg, aki utána meggyógyult[35]

### Influenzavírus B
A B típusú influenza ritkább, mint az A típus, és főként embereket fertőz. Csak a vadászgörényről és a fókákról ismert még, hogy fogékonyak erre a vírusra. Mutációs rátája 2-3-sor lassabb, mint az A típusé, így csak egy szerotípusa van. A fertőzésen már korán átesnek az emberek, amely egy időre immunissá teszi őket. Mindez elég arra, hogy ne okozhasson pandémiát.

### Influenzavírus C és D
A C típusú influenza leginkább gyermekközösségekben terjed, enyhe megbetegedést okozva. Érinthet kutyákat és sertéseket is. Következménye néha komolyabb megbetegedés és helyi járványok. Ritkább, mint az előző kettő.
A D típusú influenza sertések és szarvasmarhák között terjed. Eddig nem mutatták ki emberben, de megvan benne a potenciál az ember fertőzésére.

### Szerkezet, tulajdonságok és altípus nevezéktan

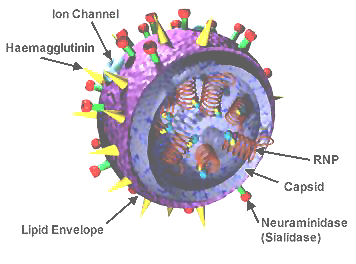
Az influenza virion felépítése. A hemagglutinin (HA) és a neuraminidáz (NA) proteinek a részecske felületén helyezkednek el. A vírus RNS-e, ami a genomot alkotja, a részecske belsejében pirossal, ribonukleoproteinok (RNP)-ekhez kapcsolódik

Az A, B, C és D vírusok szerkezete nagyon hasonló. A vírusrészecske (virion) 80-120 nanométer átmérőjű, és a kisebbek ellipszoid alakúak. Hossza változó, vannak hosszú, fonalszerű virionok is, hosszuk akár a mikrométer tízszerese is lehet. Változatos formájuk dacára szerkezetük hasonló. Burkuk hemagglutinint és neuraminidázt tartalmaz, melyek egy központi magot vesznek körül. A mag az RNS-ből, illetve az azt védő és csomagoló fehérjékből áll. A legtöbb virionban az RNS egyszálú, de vannak kétszálú RNS-t tartalmazók is. Az RNS az eukarióták kromoszómáihoz hasonlóan szegmensekből áll, amelyek száma hét-nyolc. Ha az RNS egyszálú, akkor negatív értelmű. Egy szegmens egy-két fehérjét kódol. Az influenza-A 11 fehérjéje: hemagglutinin (HA), neuraminidáz (NA), nukleoprotein (NP), M1 (mátrix 1 protein), M2, NS1 (nem szerkezeti protein 1), NS2 (más néven NEP, nukleáris export protein), PA, PB1 (polimerázbázis 1), PB1-F2 és PB2.
A hemagglutinin (HA) és a neuraminidáz (NA) két nagy glikoprotein, melyek a vírus külső burkának részei. A hemagglutinin egy lektin, ami segít a vírusnak a célsejthez kapcsolódni és az örökítőanyagát bejuttatni, míg a neuraminidáz az új virionoknak segít a sejtből kijutni, kiszabadítva az őket borító cukormázból. Ezért a gyógyszerek ezeket célozzák. Továbbá antigénként működnek, amelyek ellen antitestek termelődnek. Az influenza A osztályozását a hemagglutinin (HA) és a neuraminidáz alapján végzik. A szerotípusban H jelöli a hemagglutinint, és N a neuraminidázt. A számok azt jelzik, hogy az adott fehérjét hányadikként írták le. 18 H és 11 N típust írtak le; ezek közül nem mindegyik kombináció fordul elő. Emberben a H 1, 2 és 3, illetve N 1 és 2 típusok gyakoriak.
Ezek kombinációjából áll össze a szerotípus, például H5N1.

## Lefolyása

Az influenzavírus életciklusa a fertőzött sejtben

Magyarországon a járványveszélyes időszak október elejétől április végéig tart.
A vírusoknak élő sejtre van szükségük a szaporodáshoz. Az influenza szaporodása több lépésből áll: A fertőző váladék (pl. köhögéskor aeroszolként) bejut a gazdaszervezet légútjaiba. Először a vírusnak a sejthez kell kapcsolódnia, és bejuttatnia örökítőanyagát a sejtbe egy olyan helyre, ahol új másolatok készülhetnek róla és az általa kódolt fehérjékről. Ezekből az elemekből aztán a sejt összeállítja a vírusokat, majd az új vírusok elhagyják a sejtet, ami haláláig folytathatja a vírusok termelését.
Az influenza vírusa a hemagglutininnel kapcsolódik az epithélium sejtjeinek felszínének szialinsav cukraihoz. Emlősökben a légutakban (orr, torok, tüdő), madarakban a belekben telepszik meg. Miután egy proteáz lebontja a hemagglutinint, a vírus endocitózissal a sejtbe jut.
A vírus sejten belüli működése nem ismert részletesen. Annyit tudunk, hogy a virionok a mikrotubulusok központját közelítik meg, kapcsolatba lépnek a savas endoszómákkal, végül belépnek a cél endoszómába a genom kiadására.
Az endoszómában levő savas közeg hatására a hemagglutinin a vakuólum hártyához tapad. Ezután az M2 ioncsatorna protonokat enged át, ami savassá teszi a vírus magját. A mag felbomlik, a vírus RNS-e és az azt támasztó fehérjék kiszabadulnak a sejtplazmába. Az amantadin blokkolja az M2 ioncsatornát, ezzel megelőzve a fertőzést.
A mag fehérjéi és a vRNS által alkotott komplex a sejtmagba transzportálódik, ahol az RNS-függő RNS-polimeráz megkezdi a szál átírását pozitív értelmű vRNS-sé. A pozitív értelmű vRNS maradhat a magban, vagy kijuthat a sejt plazmájába. A fehérjék egy részét a Golgi-készülék kiteszi a sejthártyára, így a hemagglutininből és a neuraminidázból is jut oda. A többi termék visszajut a sejtmagba, ahol részt vesz az újabb vírusrészecskék összeállításában. Egyes vírusfehérjék további feladatokat is elvégeznek, mint a sejt mRNS-ének lebontása és a kibocsátott nukleotidok felhasználása vRNS szintéziséhez, ezáltal akadályozva a gazdasejt mRNS-ének fordítását.
A vírus alkatrészei: a negatív értelmű RNS, az RNS-függő RNS-polimeráz, és a többi vírusfehérje összeáll virionná. A magfehérjék becsomagolják az RNS-t, a hemagglutininből és a neuraminidáz elkezd burokká összeállni a sejthártyához tapadva, ide belép a becsomagolt vRNS, miután elhagyta a sejtmagot. Ezután zárul a burok, az új vírus magával viszi a sejthártya egy részét. A kilépéshez a neuraminidáz elbontja a sejt szialinsav maradványait. Miután az új vírusok kiszabadultak, a sejt elpusztul.
Hibajavító enzimek hiányában az RNS-függő RNS-polimeráz körülbelül 10 ezer nukleotidonként hibázik; ez nagyjából a vírus genomjának hossza. Így az új vírusok többsége tartalmaz legalább egy mutáció; emiatt a felszíni fehérjék is előbb-utóbb változni kezdenek. Ezt nevezik az antigének sodródásának. Ha egyszerre több vírus van jelen, akkor a genetikai állományuk össze is keveredhet. Ezt a jelenséget az antigének eltolódásának nevezik, ami hirtelen változást eredményez. Ez lehetővé teszi az alkalmazkodást új gazdafajokhoz, illetve az immunitás kijátszását. Ez különösen a pandémiák alatt válik fontossá. Több vírus fertőzése esetén előfordulhat homológ rekombináció is, amikor nem teljes szálak keverednek, hanem másolás közben az enzim az egyik homológ szálról átvált egy másikra. Ez tovább növeli a rekombinációt.

## Tünetei

Az influenza tünetei, melyek közül a láz és a köhögés a leggyakoribb

A fertőzések 33%-a tünetmentesen zajlik le.
A betegség tünetei a fertőződést követően 1-3 nappal hirtelen kezdődnek: láz (38-39 °C), hidegrázás, elesettség, étvágytalanság, izomfájdalom, fejfájás, szédülés. Később torokfájás és száraz köhögés is megjelenik. Előfordul fejfájás, fülfájás, rekedtség; irritált, könnyező szemek, vérömleny, orrfolyás és orrdugulás. Sok beteg napokra ágynak esik a testszerte kialakuló fájdalom miatt, amely a háton és a végtagokban a legerősebb.
Gyerekeknél lehetnek emésztőszervi tünetek is, mint hasfájás, hasmenés, hányás. B típusú influenza esetén ezek súlyosak is lehetnek. A láz 1–5 nap alatt megszűnik, majd napok–hetek múlva a többi tünet is elmúlik.
Szövődményként előfordulhat felső és alsó légúti gyulladás, tüdőgyulladás (mely időseknél és immunhiányos állapotúaknál gyakran halálos) és szívizomgyulladás (ez szintén halálhoz vezethet). A 2009-es pandémiát okozó H1N1 influenzavírus-törzs különösen veszélyezteti a terhes nőket: több, egyébként egészséges kismamának okozott halálos tüdőgyulladást.
Influenzában csökken a légutak védekezőképessége más kórokozókkal szemben, így gyakran lépnek fel egyidejűleg bakteriális fertőzések is (pl. Streptococcus, Staphylococcus, Haemophilus influenzae).
Nehéz elkülöníteni az influenza és a megfázás tüneteit, különösen kezdeti szakaszban. Az influenza tünetei utalnak a megfázás mellett tüdőgyulladásra, kifáradásra, testszerte észlelhető fájdalomra, fejfájásra. Habár általában felnőtteknél nem fordulnak elő gyomor-bélrendszeri tünetek, egyes szerotípusok, mint a H5N1 madárinfluenza, felnőtteknél is kiváltották őket.
A láz és a köhögés jó előrejelző. Ha a láz 38 °C fölé emelkedik, a bizonyosság megnő.  Döntésanalízist használó tanulmányok szerint helyi járvány esetén az átfertőzöttség meghaladja a 70%-ot. Ha nincs járvány, akkor az influenzaszezon alatt az idősek 15%-án végigmegy.
Az Amerikai Egyesült Államokban a Centers for Disease Control and Prevention (CDC) fenntartja tesztek napi frissítésű adatbázisát. A CDC szerint a gyorstesztek érzékenysége 50-75%, specifikussága 90-95%, ha víruskultúrával hasonlítjuk össze.
Az influenza alkalmanként súlyos betegséget is okozhat tüdőgyulladással, ahol az elsődlegesen vírusos tüdőgyulladást bakteriális tüdőgyulladás fertőzheti felül. Ennek nyilvánvaló tünete a légzési nehézség. Ha egy gyerek vagy egy felnőtt először jobban lesz, majd felmegy a láza, az is figyelmeztető tünet, ami bakteriális tüdőgyulladásra utal.
Az influenza időnként szokatlan tünetekkel jelentkezik, mint zavartság időseknél vagy szepszisszerű tünetekkel fiataloknál.
Vészhelyzetet jeleznek ezek a tünetek:
- Légzési nehézség
- Mellkasi fájdalmak
- Zavartság
- Extrém hányás
- Visszaesés erős köhögéssel és magas lázzal
- Cianózis
- Magas láz kiütéssel
- Képtelenség ivásra
- Kiszáradás, például csecsemőknél a szokásosnál kevésbé nedves pelenkák[87] és könnyek hiánya síráskor
- Nem marad meg a folyadék a betegben

## Terjedése
A beteg egy köhintéssel több mint félmillió vírust juttat a környezetébe. Egyébként egészséges felnőtteknél a fertőzőképesség a fertőzés utáni fél-egy napon meredeken emelkedik, a második napon éri el a csúcsot. Ezután lassan csökkenni kezd, de öt napig az átlag környékén marad; a teljes fertőzőképes szakasz akár kilenc napig is tarthat. Kísérleti fertőzésekben, ha vannak tünetek is, akkor a fertőzőképesség alakulása és a tünetek erőssége hasonló mintát követ, de a fertőzőképesség egy nappal megelőzi a tüneteket. Gyerekek a tünetek megjelenése előtt egy nappal már fertőznek, és két hétig is fertőzőek maradnak. Immunszuppresszió esetén a fertőzőképesség akár két hétnél tovább is fennáll.
A terjedés többnyire a következő három módon történik: közvetlenül, levegőn át vagy mosatlan kézzel. Közvetlen úton a beteg nyálkája a másik személy szemébe, szájába vagy orrába jut. Levegőn át, amikor a személy belélegzi azt a levegőt, amiben a vírusrészecskék vannak. Mosatlan kézzel, amikor a személy vagy a beteget, vagy az általa megfogott tárgyakat érinti, és utána nem mos kezet, mielőtt a szeméhez, szájához vagy orrához nyúlna. Ez a három mód jellemző a cseppfertőzéssel terjedő betegségekre. Relatív fontosságuk nem ismert. A levegőbe kiköhögött cseppek mérete 0,5 – 5 μm; és egyetlen csepp annyi viriont tartalmaz, amennyi képes fertőzést okozni. Egy köhintésben úgy 40 000 csepp van, viszont ezek legtöbbje nagy, és nem jut messzire. A terjedésre hat a levegő páratartalma és az ultraibolya sugárzás; télen mindkettő alacsony, ami kedvez az influenzának, így az akár egy órán át is fertőzőképes marad a levegőben.
Az influenza képes terjedni pénzzel, jegyzetpapírral, ajtókilincsekkel, villanykapcsolókkal és más háztartási eszközökkel. A vírus túlélési ideje függ a felszín anyagától: kemény, nem porózus felszíneken, mint fém és műanyagok egy-két nap, száraz papíron tíz-tizenöt perc, bőrön öt perc.  A nyálka segít a vírusok túlélésében, így papíron akár 17 napig is fertőzőképesek maradhatnak. A madárinfluenza fagyasztva meghatározatlan ideig eltartható. A hőt kevésbé bírja, legalább 60 perces melegen tartás 56 °C-on inaktívvá teszi. Hasonlóan a túl savas környezetet sem bírja, 2 pH-n alul elpusztul.

## Fiziológiája

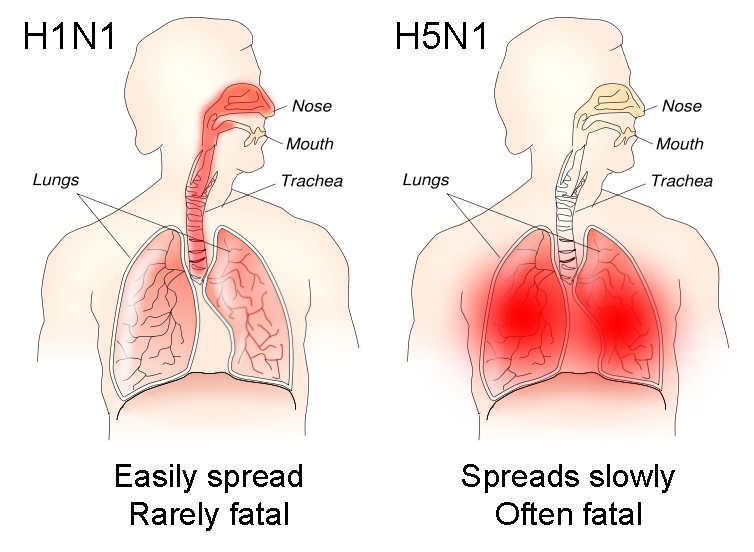
A különböző megtelepedési helyek a szervezetben (pirossal) a szezonális H1N1 versus H5N1 madárinfluenza esetén. Ez befolyásolja a terjedési sebességet és a halálosságot. H1N1: felső légutak, gyors terjedés, ritkán halálos. H5N1: tüdőre megy, lassabb terjedés, több halálos áldozat

Elméletek szerint az egyik mechanizmus az adrenokortikotrop hormon gátlása, ami alacsony kortizolszintet idéz elő. A genetikai anyag tanulmányozása segít előre jelezni, mennyire képes az adott altípus fertőzni az embert, illetve milyen erős betegséget okozhat.
Például a sejtbe való belépést a hemagglutinin proteolízise teszi lehetővé, melyet a sejtben levő proteázok idéznek elő.  Ha erre csak azok a proteázok képesek, amelyek csak a torokban és a tüdőben találhatók meg, akkor a vírus csak ezeket a szöveteket fertőzheti meg. Ezzel szemben az erős altípusok, mint a H5N1 hemagglutininjét többféle proteáz képes bontani, így az több szervet is elér a testben.
Szintén a hemagglutinin határozza meg, hogy a vírus mely fajokat képes fertőzni, és hogy emberben a légző szervrendszeren belül mely szövetek érzékenyek rá. Az inkább a felső légutakat (orr, száj, torok) elérő altípusok könnyebben terjednek, viszont nem okoznak súlyos megbetegedést. Ellenben a halálosabb altípusok, mint a H5N1 inkább az alsó légutakat támadják, azonban kevésbé képesek terjedni. Így például a H5N1 influenza is nehezen terjed köhögéssel.
Az általános tüneteket, mint láz, fejfájás, elesettség a gyulladáskeltő citokinek és kemokinek megnövekedett mennyisége okozza, amelyeket az influenza által megtámadott sejtek termelnek. Szemben a náthával az influenza károsítja a szöveteket, így a tüneteket nem lehet csak a gyulladásnak tulajdonítani. Ez az erős immunválasz akár citokinvihart is kiválthat, ami a beteg életébe kerülhet. Ezzel magyarázzák a spanyolnátha és a H5N1 madárinfluenza által okozott haláleseteket. Egy másik magyarázat szerint a citokinvihart a vírusok gyors szaporodása eredményezi, és nem az immunválasz.  Az influenza miatt gyakoribbá válik a programozott sejthalál.

## Felismerése

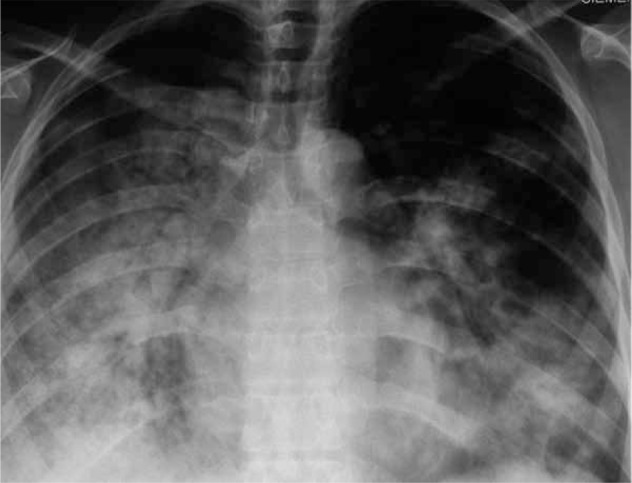
29 éves beteg H1N1 influenzával

Számos gyorsteszt képes igazolni, hogy a fertőzést influenza okozza. A kimutatáshoz az orrból vesznek mintát, így csak a tünetek megjelenése utáni negyedik napig lehetséges ezekkel diagnosztizálni, mivel utána csökken ott a vírusok száma.

## Kezelése
A beteg leggyakrabban magától meggyógyul; javasolt az ágynyugalom, valamint fontos a megfelelő folyadékpótlás. Javasolják a dohányzás és az alkoholos italok mellőzését. A betegnek tanácsos kerülnie a társaságot, különösen a kockázati csoportba tartozók: várandós nők, csecsemők, idős, immunszuppresszáltak és beteg emberek társaságát. Lázcsillapítás akkor javasolt, ha a betegség rendkívüli szenvedést okoz a betegnek; különben nem ajánlott. Erős fájdalmak esetén is adható acetaminophen (paracetamol).
Az influenza kezelhető neuraminidáz-bénítókkal (oszeltamivir, zanamivir, laninamivir és peramivir), valamint a csak influenzavírus A ellen hatásos adamantán-származékokkal (amantadin, rimantadin), melyeket a betegség elejétől már szedni kell. Oroszországban az umifenovirt használják, aminek 2020 első negyedévében 16%-os részesedése volt az antivirális piacon.
A neuraminidáz-bénítók az egyébként egészséges betegeknél nem tűnt nagyobbnak, mint a vele járó kockázatok. A más egészségügyi problémájú betegeken nem segített. Azoknál, akiket influenzával gyanúsítottak, a tünetes szakasz legfeljebb egy nappal rövidült le, viszont csökkentette a kórházi kezelésre szorulást és a tüdőgyulladás valószínűségét. A neuraminidáz-bénítókkal szemben kialakuló rezisztencia további vírusellenes gyógyszerek kifejlesztésére késztette a szakembereket.
Az amantadin és a rimantadin az m2-gátlók csoportjába tartozik. Mechanizmusuk a vírus m2 csatornájának blokkolása. 2005-ben Amerikában a H3N2 influenza rezisztenciája 91%-kal nőtt. Ennek oka, hogy Kínában és Oroszországban a megfázást is ezzel kezelték, valamint a baromfitelepeken megelőzésként adták. A CDC ellenezte az m2-gátlók adását a 2005/2006-os influenzaszezonban.
Szalicilátok (pl. aszpirin) nem adhatók influenzás gyermekeknek, mert a vírusfertőzés és a szalicilát együttesen súlyos (gyakran halálos) agy- és májkárosodást (Reye-szindrómát) okozhat.
A kortikoszteroidok alkalmazását nem támasztják alá bizonyítékok. Antibiotikumok csak a felülfertőzések ellen adhatók. A vírusellenes szerek hatékonyak az első napokban; a kockázati csoport tagjai számára ezért az orvosnak fel kell írnia őket. A leggyakrabban használt szerek ellen úgy látszik, hogy rezisztencia kezd kialakulni, ám ennek bizonyítására további kutatás szükséges. Azok, akik különösen súlyos tüneteket tapasztalnak, kórházi kezelésre szorulnak.

## Kimenetele
(Lásd még: #Halálozás)

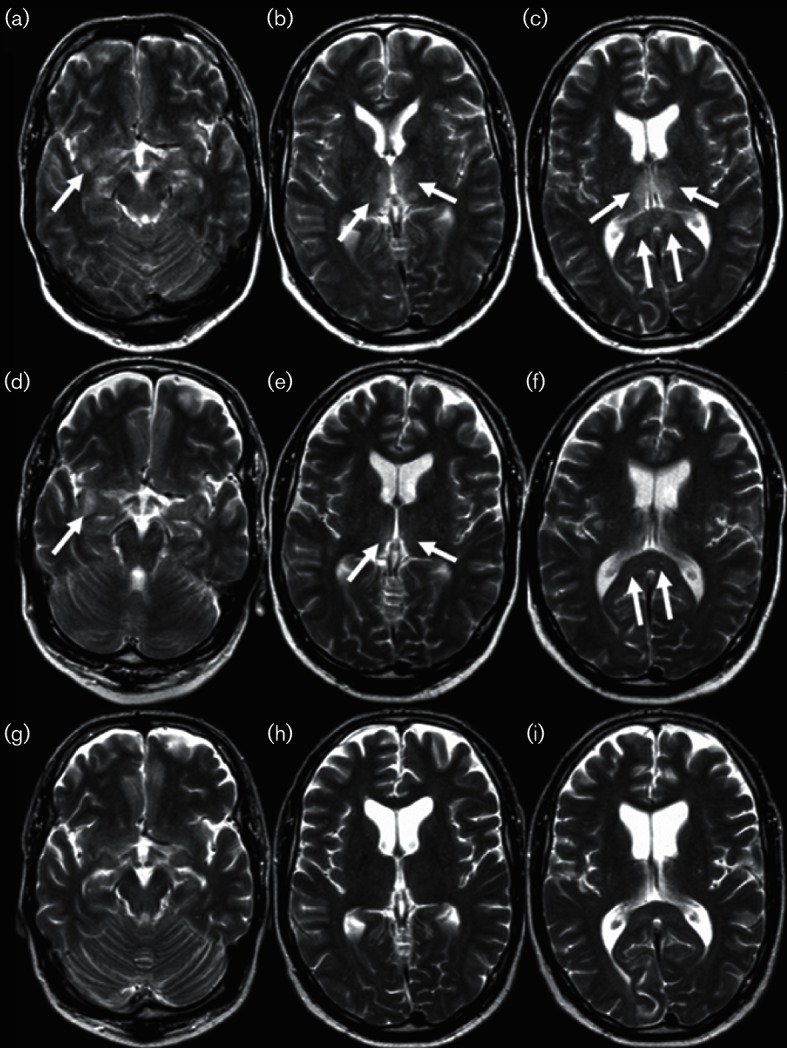
Influenza encephalitis MRI

Az influenza hatásai súlyosabbak és tovább tartanak, mint a megfázásé. A legtöbb ember teljesen meggyógyul egy-két hét alatt, de néhány betegben életveszélyes szövődmények alakulnak ki, például tüdőgyulladás. Halált is okozhat; kockázati csoportjába tartoznak a fiatalok, az idősek, az immungyengítettek, és a krónikusan betegek. Az immunhiányosak, mint pl. a HIV-pozitívok vagy a szervátültetettek súlyos tüneteket élnek meg. A terhes anyák és a fiatal gyerekek számára szintén gyakran jár súlyos tünetekkel.
Az influenza tovább súlyosbíthatja a krónikus egészségügyi problémákat. Az emphysema, krónikus hörghurut, asztma légzési nehézségét; a koszorúér-betegség és a szívelégtelenség is súlyosbodik. További kockázati tényező a dohányzás, ami növeli a tünetek súlyosságát és akár halálossá is teheti az influenzát. További szövődmények a hörghurut, a homloküreg-gyulladás és a fülfertőzések. A kockázati csoportokba nem tartozóknál is kialakulhatnak, de náluk ritkábban.
Bizonyos esetekben az influenzára adott autoimmun válasz hozzájárul a Guillain–Barré-szindróma kialakulásához. Bár más betegségek is hozzájárulnak a szindróma kialakulásához, járványok alatt az influenza szerepe megnő. Vizsgálatok alapján millió oltásból egyszer fordul elő ez a kórkép. Azonban az influenza fertőzés ennél jóval több esetet vált ki. 10 ezer betegből egy meghal, és 100 ezer esetből egynél fordul elő Guillain–Barré-szindróma.
A Centers for Disease Control and Prevention (CDC) szerint gyerekek bizonyos idegrendszeri állapotai is súlyosbítják az influenza lefutását, ami akár tüdőgyulladást, illetve halált is okozhat. A megadott betegségek és rendellenességek:
- Az agy és a gerincvelő rendellenességei
- Cerebral palsy
- Epilepszia
- Stroke
- Értelmi fogyatékosság
- Megkésett fejlődés
- Izomdisztrófia
- Gerincvelő sérülése

Mindezek érinthetik a köhögést, nyelést, a légutak tisztítását, a legrosszabb esetekben a nyelést, ami miatt az influenza lefutása súlyosabb lehet, mint egyébként.

## Megelőzése
Az influenzás megbetegedésének esélye különböző praktikák betartásával csökkenthető. Ilyen például a probiotikus ételek fogyasztása, a szabadtéri tartózkodás és párásítás, a megfelelő alvás, a beteg emberek viszonylagos elkerülése.
Az ellenőrzött kutatások és szilárd bizonyítékok híján nem tudhatjuk, hogy melyik intézkedés mennyire hatékony. A szakértők azonban ajánlnak olyan általános szabályokat, mint a higiénia, a betegek elkülönítése, maszkok használata a betegek és gondozóik által, a fertőtlenítés, gyorstesztelés és diagnózis, illetve a kontaktkutatás. Egyes esetekben ajánlják a szociális távolságtartást iskolabezárásokkal és utazási korlátozásokkal.
A betegség terjedését akadályozzák a jó személyes higiéniai szokások, mint:
- a szem, száj és orr érintésének kerülése;[134] ha mégis meg kell érinteni, akkor azt csak frissen mosott kézzel
- gyakori kézmosás szappannal és vízzel, illetve alkoholos fertőtlenítőkkel[135]
- zsebkendőbe vagy ruhaujjba köhögés és tüsszentés[133]
- betegség esetén otthon maradás
- a köpés kerülése; ha mégis, akkor azt ne a padlóra, hanem zacskóba vagy szövetanyagba

Habár az arcmaszk védhet a betegről való gondoskodás közben, a közösségben való hordással szemben az eredmények ellentmondásosak. A dohányzás növeli az influenzafertőzés kockázatát, és a tünetek súlyosságát.
A terjedés megakadályozására alkalmazták a szociális távolságtartást, karantént, utazási korlátozásokat, iskolák, templomok, színházak bezárását. Kutatók becslése szerint az 1918-as influenzajárvány halálozását az Amerikai Egyesült Államokban 50%-kal, világszerte 10–30%-kal csökkentette azokon a területeken, ahol több intézkedést vezettek be. A mérsékeltebb sikert annak tulajdonítják, hogy vagy túl későn vezették be, vagy túl korán, hat hét után feloldották a korlátozásokat.
Az utazás korlátozása és a tömegrendezvények tiltása tipikus influenzajárvány esetén népszerűtlen, ezért ritkán alkalmazzák. A legtöbb tapasztalati tanulmány szerint az iskolabezárások csökkentették a terjedést, mások szerint az eredmények ellentmondásosak. Az ajánlásokhoz figyelembe kell venni az eset jellegét.

### Immunitás
Az immunrendszer a hemagglutinin és neuraminidáz glikoproteineket ismeri fel antigénként, ellenük antitestek termelődnek. A hemagglutinin elleni antitestek csökkentik a fertőzés valószínűségét (neutralizáló ellenanyagok), a neuraminidáz-ellenes ellenanyagok pedig a betegség súlyosságát és a beteg fertőzőképességét csökkentik.
Antigen drift esetén a megváltozott antigenitású vírus képes lehet megbetegíteni a korábbi változat ellen védett egyedet, de a betegség lefolyása enyhébb. Antigen shift során viszont olyan új vírustörzsek keletkezhetnek, amelyek ellen a szervezet védtelen.
A fertőzött sejtek elpusztításában citotoxikus T-limfociták vesznek részt.

### Védőoltás

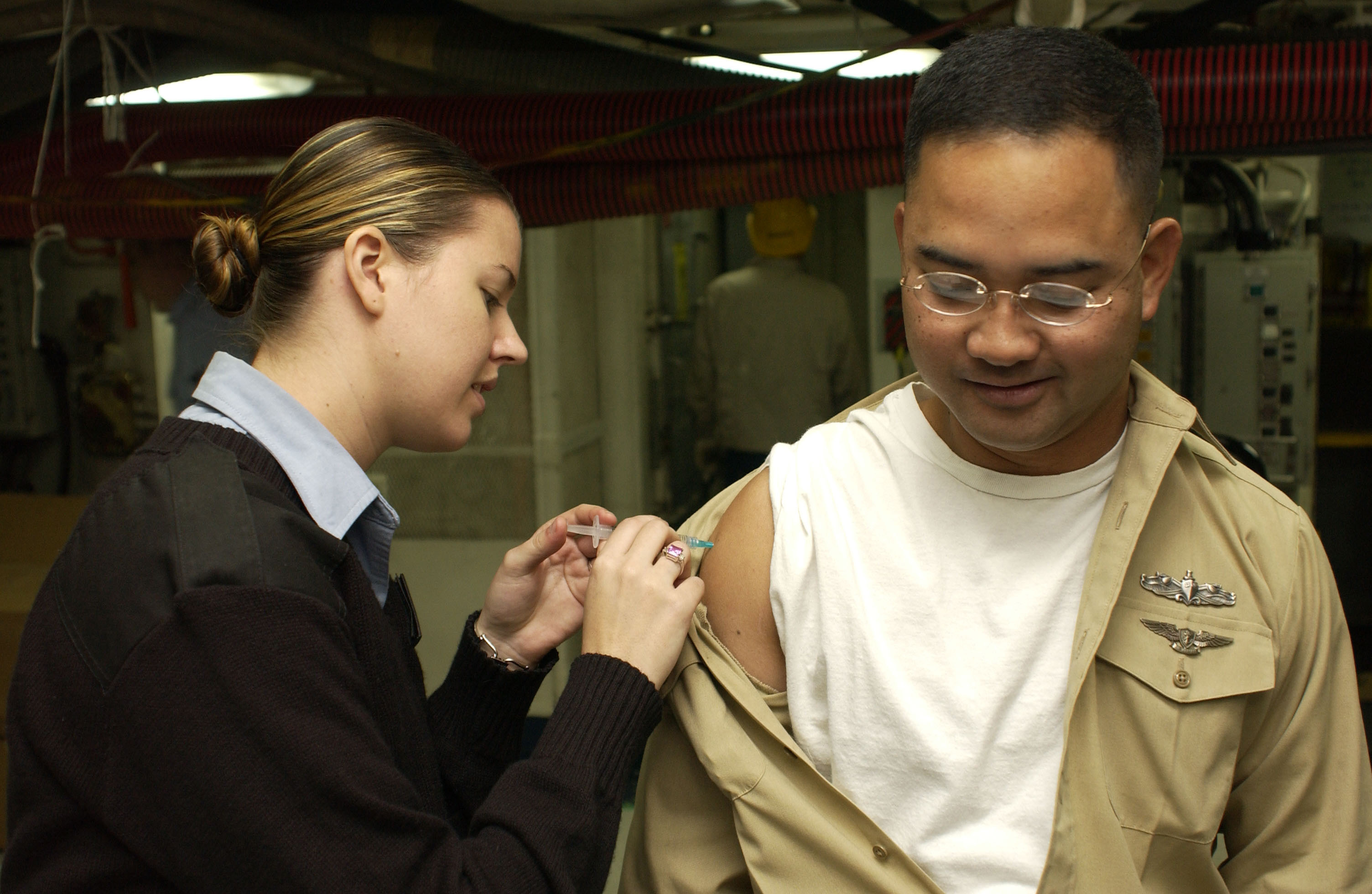
Az oltás beadása

Influenza megelőzésére adható neuraminidáz-bénító vagy védőoltás. A vakcina elölt teljes vírust, hasított vírust vagy csupán felszíni antigéneket (hemagglutinint és neuraminidázt) tartalmaz, mégpedig az adott évben várható legelterjedtebb influenzavírus A és B altípusokat. A WHO ajánlja a védőoltást azoknak, akiknél magas az influenza szövődményeinek kockázata: időseknek, krónikus betegségben szenvedőknek és immunhiányosoknak. Oltandók továbbá a gyermeket tervező vagy a már teherbe esett nők, illetve az öt éven aluli gyerekek is. Javasolják krónikus betegségek esetén, mint cukorbetegség, asztma, HIV-fertőzöttség, AIDS, szívbetegségek, illetve szerátültetés utáni immunszuppresszált állapotban is. Az egészségügyben dolgozóknak is javallott beoltatniuk magukat. A Centers for Disease Control and Prevention (CDC) szerint hathónapos kortól alkalmazható.
Egészséges felnőtteknél mérsékelten hatékony a tünetek csökkentésében.  Gyerekeknél kétéves kortól a harmadára csökkenti az influenza elkapásának esélyét. Kétéves kornál fiatalabb gyerekeknél nem vizsgálták. Krónikus obstruktív légúti betegség esetén az influenzaoltás csökkenti a  váladék termelését; asztmánál ez még nincs bizonyítva. Az oltással elérhető, hogy a HIV/AIDS-esek, a szervátültetettek és a rákosok esetén csökkenjenek az influenzaszerű tünetek. Csökkentheti a szívbetegség kockázatát. Az egészségügyi dolgozók immunizációjának hatásáról egyesek ellentmondásos adatokat találtak, míg mások gyenge bizonyítékokat.
A vírus mutációs sebessége miatt a védőoltások csak néhány évig hatásosak; emiatt a WHO minden évben meghatározza, hogy mely vírustörzsekre lehet számítani. Ennek ismeretében a gyógyszergyártók ki tudják fejleszteni a megfelelő oltást. Ezen minden szezonban igazítanak, hogy kövessék a leggyakoribb törzsek változásait, a teljesség igénye nélkül. A teljes folyamat hat hónapot vesz igénybe, így előfordulhat, hogy egy olyan törzs terjed el, amire nem számítottak, így nincs az oltásban. A védelem az oltást követő két hét alatt válik aktívvá, tehát lehetséges még ebben az időszakban megfertőződni azzal a vírussal, ami ellen az oltás véd. Habár az oltásban nincs működőképes vírus, az immunrendszer reagálhat úgy, mintha valódi fertőzésről lenne szó. Ekkor azonban a tünetek rendszerint enyhébbek. A legveszélyesebb az allergiás reakció az oltásban levő anyagokra, amelyek származhatnak a vírusból vagy a tenyésztésre használt tojásból.
Egy 2018-as Cochrane cikk szerint a jó általános egészségű gyerekeknél az élő immunizáció csökkentette a szezonális influenza arányát 18%-ról 4%-ra. Az inaktív oltás esetén az arány 30%-ról 11%-ra csökkent. Nem állt rendelkezésre elég adat ahhoz, hogy következtessenek a súlyos szövődményekre, mint a tüdőgyulladás, vagy a kórházi kezelés szükségességére.
Egészséges felnőtteknél egy másik 2018-as Cochrane cikk szerint a tesztekkel megerősített influenza gyakorisága 2,3%-ról 0,9%-ra csökkent.  Ez 60%-os csökkenés. Az influenzaszerű tünetek gyakorisága 21,5%-ról 18,1%-ra csökkent, ami egy jóval szerényebb eredmény, 16%. A magyarázatot az a több mint 200 vírus adja, melyek nem influenzavírusok, de influenzaszerű tüneteket okoznak. Egy további cikk szerint az oltás előtti testmozgás nem befolyásolta az oltás sikerét.
A szezonális influenza elleni védőoltás költséghatékonyságát különböző körülmények között és különböző csoportoknál vizsgálták. Általában költséghatékonynak találták, különösen gyerekeknél és időseknél; azonban gyakran úgy találták, hogy ez más körülményeken múlik.

## Járványtana

### Szezonális jelleg

Az influenza szezonja: november–április (kékkel), április–november (pirossal), és esős évszakban (sárgával)

Az influenzás megbetegedések száma télen éri el csúcspontját. Mivel az északi és a déli féltekén máskor van tél, azért évente két influenzaszezon van. A WHO ezért kétféle ajánlást készít a védőoltás előállításához: egyet az északi, egyet a déli félteke számára.
Az influenza szezonális jellegének okát nem ismerjük tudományos pontossággal. Az elfogadott magyarázat szerint az emberek többet tartózkodnak zárt térben, közelebbi kapcsolatba kerülnek egymással, ami segít a vírus terjedésében. Az északi féltekén a téli utazások szintén hozzájárulhatnak.  Egy további tényező, hogy a hideg levegő szárazabb, amitől kiszáradnak a kitüsszögött cseppek. Ettől könnyebbek és kisebbek lesznek, így tovább képesek a levegőben maradni. A vírus tovább marad fertőzőképes hideg tárgyakon, továbbá aeroszollal való terjedéséhez is kedvező az 5 °C alatti hőmérséklet. A legfontosabb tényezőnek a levegő szárazsága látszik.
Trópusi területeken is előfordul, hogy van influenzaszezon, ami a fentiekkel ellentétben az esős évszakra esik. Az iskolai tanítás időszaka játszhat ebben szerepet, ahogy a gyermekbetegségek esetén is. A kisebb évszakos hatások eredményei felnagyítva tükröződnek a betegségek helyi ciklusában. A H5N1 nemcsak az embereknél, hanem a madaraknál is ciklikus.
Egy alternatív elmélet szerint a D-vitamin szintje sokkal fontosabb. Ezt az elméletet Robert Edgar Hope-Simpson alkotta meg 1981-ben. A D-vitamin a bőrben termelődik UV-sugárzás hatására. Ez magyarázza az influenzaszezont a téli és az esős évszakban is, hiszen ekkor az emberek többet vannak zárt helyen, így kevesebb napsütés éri őket, amitől kevesebb D-vitamin termelődik.

### Halálozás

Az influenzában meghaltak aránya a tünetes esetekben az Amerikai Egyesült Államokban a 2018/2019-es szezonban. Az y tengely számozása 1%-ig megy

A halálos áldozatok száma évi 290 000 és 650 000 közötti, átlagosan 389 000. A fejlett világban leggyakrabban 65 éven felüliek halnak bele. A fejlődő országokban nincs ilyen világos összefüggés, azonban úgy látszik, hogy a gyerekek gyakrabban érintettek.
Habár az esetszám évről évre erősen változó, az Amerikai Egyesült Államokban körülbelül évi 200 000 kórházi kezelés és 36 000 halálozás köthető az influenzához. Az egyik becslési módszer évi 41 400 halálozást adott 1979 és 2001 között. Centers for Disease Control and Prevention (CDC) 2010-es becslései módszertől függően évi 3 300 és 49 000 közötti halálozási számot adtak.

### Járványok
(Lásd még: #Pandémiák)

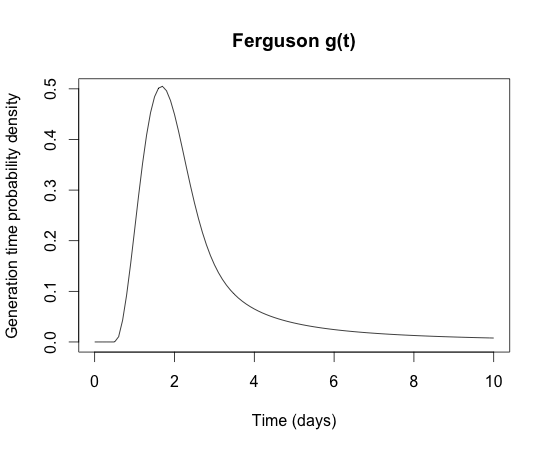
Az influenza generációs ideje (egy fertőzéstől a következőig) nagyon rövid (mindössze 2 nap). Ez magyarázza, hogy az influenzajárványok néhány hónap alatt lezajlanak

Influenzát különböző típusú és altípusú vírusok okoznak. Egy adott évben egyes altípusok eltűnhetnek, míg mások helyi járványokat vagy pandémiákat okozhatnak. Az évi két szezonban (északi illetve déli) általában három-öt millió esetben alakul ki súlyos betegség, ami bizonyos definíciók szerint járvány.
Pandémia többnyire évszázadonként háromszor alakul ki, ami megfertőzi az emberek nagy részét, és tízmilliók halálát okozhatja. Egy 2006-os cikk szerint, ha az az évben felbukkant új influenza virulenciája ugyanakkora lett volna, mint a spanyolnátha kórokozójáé, akkor az 50-80 millió halált okozott volna.
Újabb altípusok mutációval vagy különböző altípusok keveredésével jönnek létre. A mutációk kisebb változtatásokat okoznak a hemagglutinin és neuraminidáz felszíni fehérjékben. Ez az antigénsodródás, amelynek eredményeként előbb-utóbb akkora változás halmozódik fel, hogy az új vírus képes olyan szervezeteket is megfertőzni, melyek már immunisak a korábbi vonalakra. Ezután ez az új altípus válik dominánssá, végigsöpörve az emberi népességen, gyakran járványt okozva. Mivel azonban még mindig hasonlít a korábbi típusokhoz, azért mégis akadnak olyan emberek, akik immunisak az új altípusra. Azonban, ha például emberi és madárinfluenza típusok genetikai anyaga keveredik, akkor az új vírusok nem hasonlítanak semmilyen korábbi altípushoz, így mindenki védtelen lesz velük szemben, ami pandémiát okoz. Egy másik lehetséges ok a pandémiára az emberi népességben jelen levő altípusok és a változó immunitás az emberek körében. Egy másik elmélet szerint a pandémiák oka a fix vírustörzsek és a változó immunitásnak a kölcsönhatása.
Közegészségügyi szempontból az influenzajárványok gyorsan terjednek, és nehezen kontrollálhatók. A legtöbb altípus nem különösebben fertőző: a legtöbb beteg legfeljebb egy-két embert fertőz meg; az alap reprodukciós szám 1,4. A generációs idő viszont rövid, a fertőződést követő második napon már továbbadódnak a vírusok. Ez azt is jelenti, hogy a járvány két hónap után tetőzik, és három hónap után véget ér. Emiatt a beavatkozásról is gyorsan kell dönteni, ezért a döntés pillanatában még kevés adat áll rendelkezésre. Egy további probléma, hogy az influenza már akkor fertőz, amikor a beteg még tünetmentes, tehát a tünetek jelentkezése utáni elkülönítés nem hatékony. Általában a fertőzőképesség a második napon éri el csúcsát, és csak azután, a harmadik nap lesz a legsúlyosabb a betegség.

## Története

### Nevének eredete
Az influenza név latin eredetű, és befolyásolást jelent. Ez arra a hiedelemre utal, hogy a betegséget a kedvezőtlen csillagállások okozzák. További elnevezések más nyelveken: epidemic catarrh, sweating sickness,
la grippe (francia, németbe is átkerült; Molyneaux használta először 1694-ben).

### Pandémiák

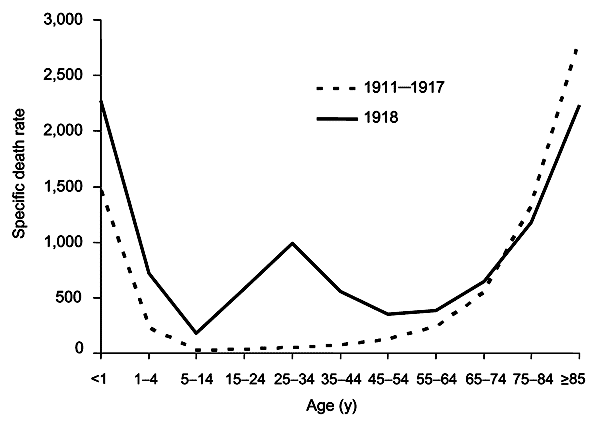
A korcsoport szerinti halálozási arányok különbözősége a spanyolnátha és a szezonális influenzajárvány okozta halálozás között. 100 000 főre vettve, Amerikai Egyesült Államok, 1911–1917 (szaggatott vonallal) és 1918 (folytonos vonallal)

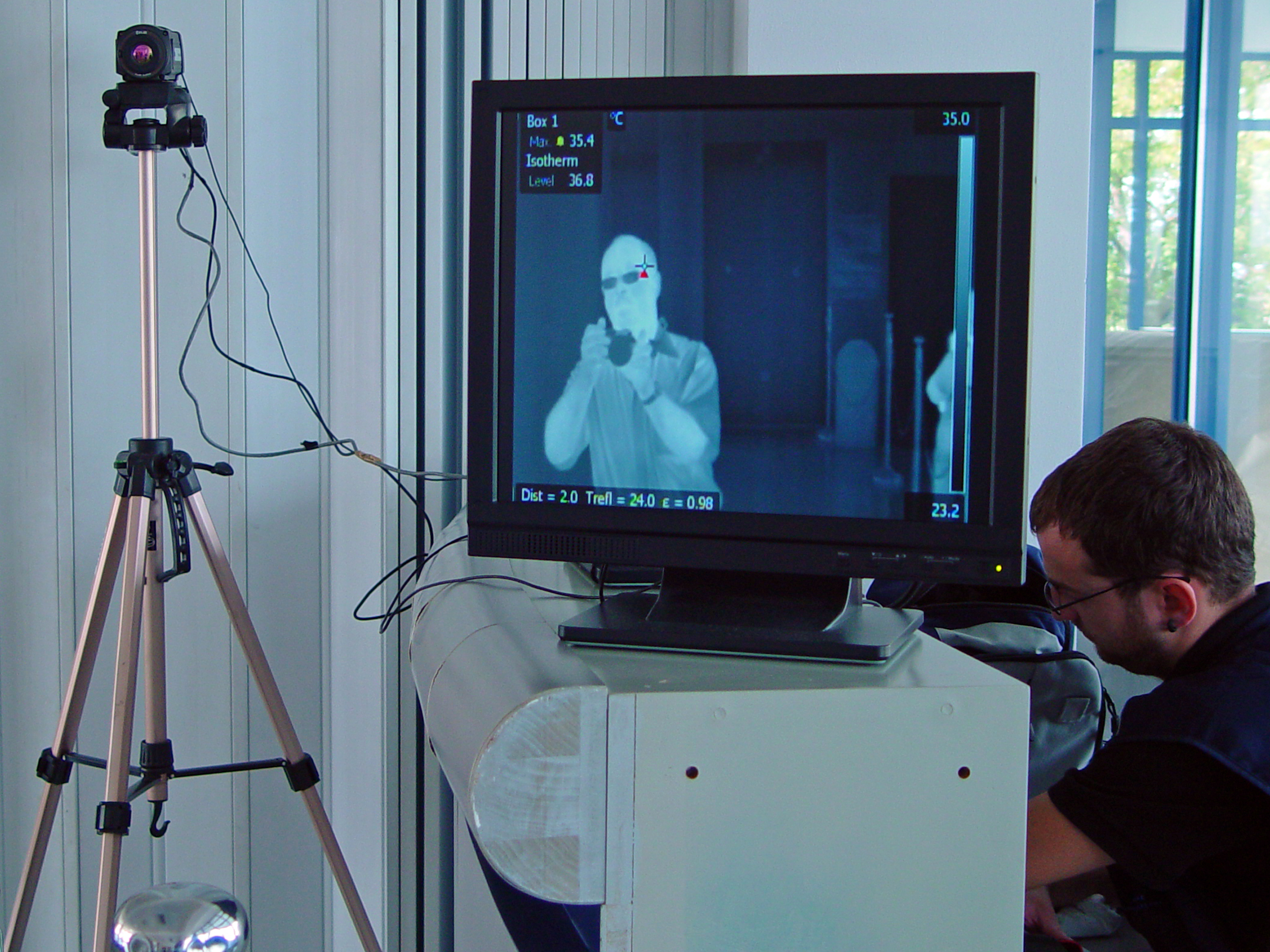
Hőtérképet alkotó kamera egy görög repülőtér terminálján 2009-ben, hőemelkedést, lázat keresve, ami a sertésinfluenza egyik tünete lehet

A világméretű járványokat pandémiáknak nevezzük. Az A-influenzavírus gyakran idéz elő pandémiát.
Az 1500 előtti időszakra információhiány jellemző.  Feltehetően az első influenzajárvány Kínában tört ki, i. e. 6000 körül.  Hippokratész tisztán és világosan leírta a tüneteit i. e. 400 körül.  Habár a vírus többször is okozott pandémiát a történelem során, ezt nehéz bizonyítani, mivel más légúti fertőzések hasonló tünetekkel járnak. Amerika felfedezése után hamarosan az influenza is átkerült Amerikába, mivel 1493-ban az Antillák teljes őslakosságát kiirtotta egy járvány, amelynek tünetei az influenzára emlékeztetnek.
Az első feljegyzett pandémia 1510-ben tört ki Kelet-Ázsiában. Innen Észak-Afrikába, majd Európába jutott. A betegek 1%-a halt meg. Az  1557-es pandémia már az ismert világ nagy részére kiterjedt. Egy visszatérő hulláma 12 órás különbséggel megölte I. Mária angol királynőt és Reginald Pole Canterbury érseket. A 16. század legjobban feljegyzett pandémiája 1580-ban tört ki Kelet-Ázsiában, majd Afrikán, Oroszországon, Spanyolországon és a Török Birodalmon keresztül Európába jutott. Rómában 8000 beteg halt meg, több spanyol város ennél nagyobb arányú veszteséget szenvedett. Többek között Habsburg Anna spanyol királyné is életét vesztette. A 17. és a 18. század pandémiáiról szórványos tudósításokat ismerünk. A 19. században az 1830–1833-as pandémia volt a legszélesebb körű: minden negyedik ember, aki ki volt téve a fertőzésnek, elkapta.
A legutóbbiak:
- 1889: orosz nátha (H2N2)
- 1918: spanyolnátha (H1N1)
- 1957: ázsiai influenza (H2N2)
- 1968: hongkongi influenza (H3N2)
- 2009-es influenzapandémia[203] (H1N1)

A halálossága miatt hírhedt spanyolnátha 1918-ban tört ki, és 1920-ban ért véget. A halálos áldozatok száma nem ismert, a becslések 17 millió és 100 millió közé teszik.  Halálosságát a fekete haláléhoz hasonlították. A halálosság oka a könnyű terjedés volt, a fertőzés rátája elérte az 50%-ot, és tünetei is nagyon súlyosak voltak, feltehetően citokinvihar miatt. A tünetek is szokatlanok voltak az influenzánál, így eleinte Dengue-lázként, koleraként, tífuszként félrediagnosztizálták. Egy megfigyelő szerint a legsúlyosabb szövődmény a nyálkahártyák vérzése volt, különösen az orr, a gyomor és a belek vérzése. A fül és a bőr vérzése is előfordult. A vezető halálozási ok a bakteriális tüdőgyulladás volt, de közvetlenül is ölt, masszív vérzésekkel és tüdőödémával.
A spanyolnátha tényleg világjárvány volt, még a Csendes-óceán szigeteire és az Északi-sark vidékére is eljutott. A fertőzöttek 2-20%-át meg is ölte, szemben az influenza szokásos 0,1%-ával. Egy másik szokatlan jellemző a halottak életkora volt: 99%-ban 65 éven aluliak, és többségében 20-40 évesek haltak meg. Ez is szokatlan, hiszen a legtöbb halálos áldozat életkora  többnyire 2 éven aluli vagy 70 éven felüli. A teljes népességre vetített halálozás nem ismert, becslések szerint 2,5% és 5% közötti. Az első 25 hét alatt 25 millióan vesztették életüket; ehhez a  HIV vírusnak 25 év kellett.
A további pandémiák nem voltak ilyen halálosak, azonban az 1957-es és az 1968-os pandémiák is millió halált okoztak. Később már rendelkezésre álltak antibiotikumok a másodlagos fertőzések kivédésére.
(Lásd még: #Járványok)

### 2009-es pandémia

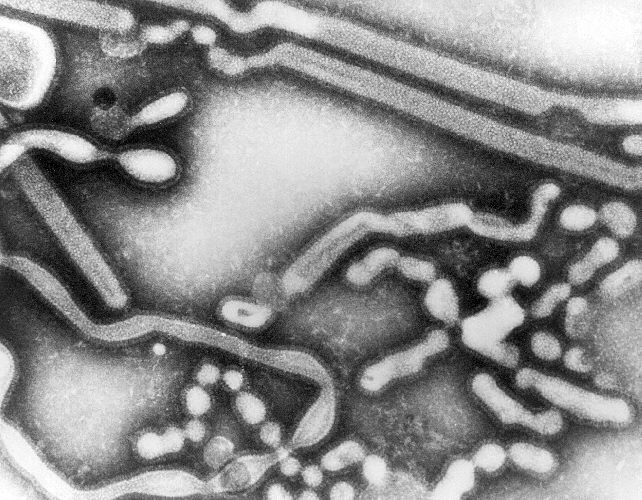
Influenzavírus Avírus

2009-ben egy új H1N1 vírus jelent meg, amely részben házisertés- (kis részben madár-) és részben emberi A-vírusból származik. Szerkezetében különbözik az eddigi H1N1 vírusoktól. Az emberek nagy része – a 65 éven felüliek egy részének kivételével – még nem találkozott ezzel a vírussal, ezért fogékony a fertőzésre. Így világméretű járvány – ún. pandémia – alakult ki.
Az influenza tünetei sokban megegyeznek a nátha tüneteivel, de a betegség súlyosabb lefolyású. Általában magas lázzal jár, fejfájás, izomfájdalmak, száraz köhögés, levertség és gyöngeség jellemzi. A torokfájás ritka, és csak az esetek 30–50%-ában jelenik meg orrfolyás, orrdugulás. Szövődményei főleg várandós nőkben, kisgyermekekben, idősekben és krónikus betegségben szenvedőkben veszélyesek. Ezek között leggyakoribb a különböző baktériumok okozta tüdőgyulladás, mely antibiotikumokkal kezelhető. Ritkán az influenza első tünete a vírus által okozott vérzéses tüdőgyulladás lehet, amelynek halálozása nagyon magas. Az influenza kezelésére léteznek gyógyszerek, az ún. antivirális szerek csoportjába tartozók, ezek a tünetek enyhítésére, a betegség időtartamának lerövidítésére alkalmasak, de csak a megbetegedés első 1-2 napján elkezdve hatásosak.

### Kutatása

Az emberi influenza leggyakoribb típusai. A négyzetek egy újabb altípus megjelenését mutatják, ami visszatérő pandémiát okozott. A szaggatott vonalak az altípus bizonytalan azonosítását jelzik

Kezdetben tévesen úgy gondolták, hogy az influenzát baktérium okozza. 1892-ben R. F. J. Pfeiffer azt hitte, hogy felfedezte az influenza kórokozóját, a Haemophilus influenzae baktériumot. A kutatók csak 1901-ben jöttek rá, hogy ez tévedés volt, amikor baromfik madárinfluenzája áthatolt a Chamberland szűrőkön, amelynek pórusai olyan aprók, hogy a legkisebb baktériumok sem hatolhatnak át rajta. Azonban még eltartott egy ideig, amíg felismerték, hogy a baktériumok és a vírusok különböző entitások, ami bonyolultabbá tette a spanyolinfluenza elleni védekezést.  Magát az Orthomyxoviridae víruscsaládot Richard Shope azonosította sertésekben 1931-ben. Hamarosan (1933) az embertől származó vírust is elkülönítették Patrick Laidlaw vezetésével az Egyesült Királyság Medical Research Council intézetében. A vírusok nem sejtes természete azonban egészen 1935-ig ismeretlen maradt, amikor Wendell Stanley először kristályosította a dohánymozaikvírust.
Az első lépést az influenza megelőzésére ifjabb Thomas Francis tette meg 1944-ben, elölt vírusokat tartalmazó védőoltásával. Ebben Frank Macfarlane Burnet eredményére hagyatkozott, aki megmutatta, hogy megtermékenyített tyúktojásban tenyésztve a vírus veszít virulenciájából. A védőoltás katonai támogatással készült a Michigan Egyetemen. Az amerikai hadsereg azért volt érdekelt az influenza kutatásában, mivel a vírus hónapok alatt csapatok ezreit ölte meg. Az oltással szemben a gyógyszerfejlesztés lemaradt, az amantadint 1966-ban, majd a neuraminidáz-gátlókat három évtizeddel később vezették be.
Az influenza kutatása magában foglalja a molekuláris virológiát, a betegség keletkezésének fiziológiáját, a gazda immunválaszát, a vírusgenomikát és a vírus terjedésének tanulmányozását. A tudományos eredmények birtokában növelik a védekezés hatékonyságát: az immunválasz a védőoltások kifejlesztésében; a sejtekbe való behatolás pontosabb ismerete a gyógyszerek fejlesztésében segít. Az egyik legfontosabb alapkutatási program a vírusgenom szekvenálását célozza, mely 2004-ben kezdődött. Az influenza szekvenciáinak ismerete segít megérteni, mitől válik a vírus halálossá, amely gének alapján ismeri fel az immunrendszer a vírust, és nyomon követni az influenza evolúcióját.

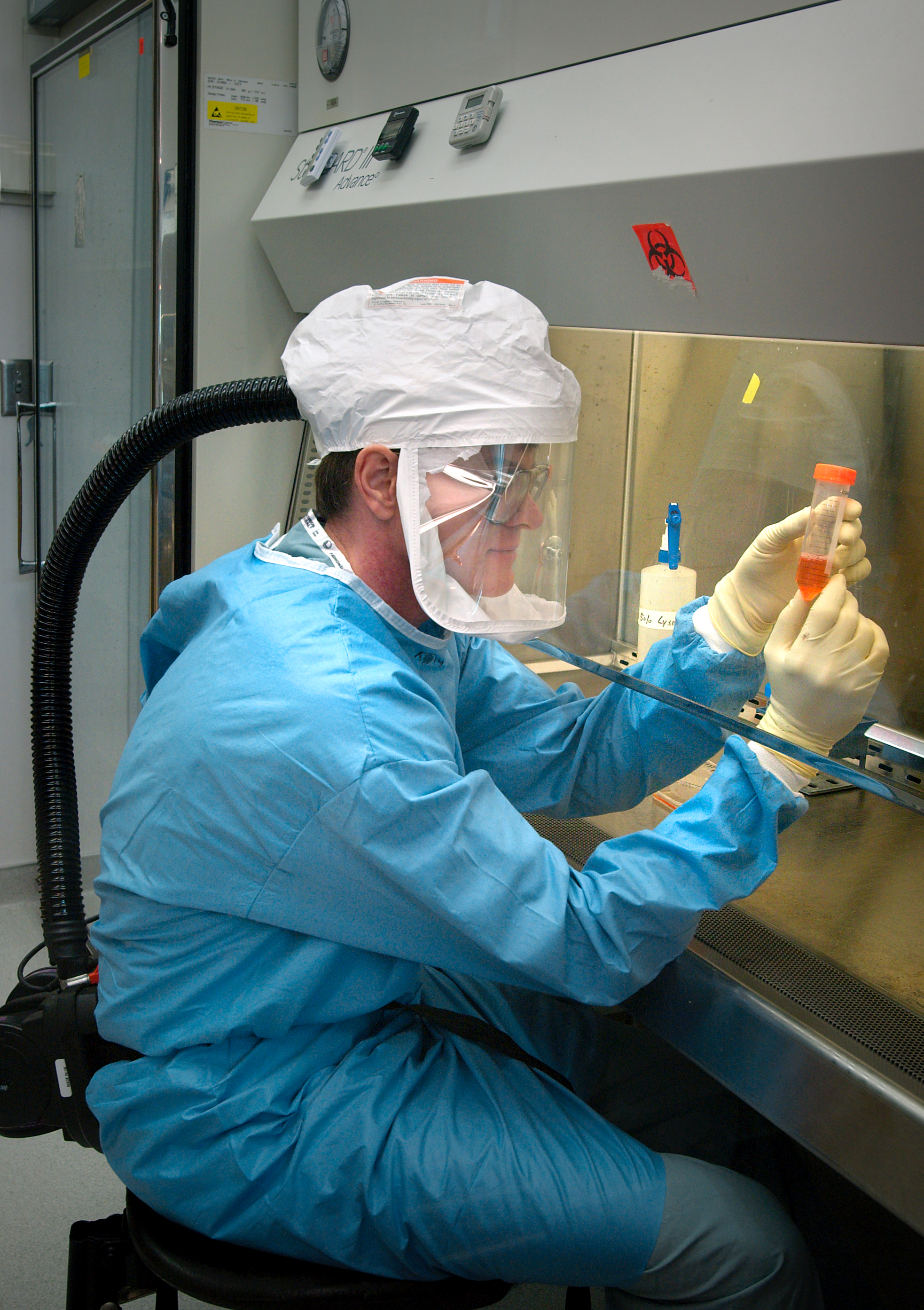
Dr. Terrence Tumpey a spanyolnátha laboratóriumban tenyésztett rekonstruált vírusának vizsgálata közben 3-as szintű biobiztonsági környezetben

Kiegészülve a rekombináns DNS-technológiával a szekvenálás felgyorsítja a védőoltások kifejlesztését, így a korábban kifejlesztett oltásokba új antigének tehetők. Sejtkultúrában tenyésztve a vírusokat alacsonyabb költséget, jobb minőséget és nagyobb kapacitást tudnak elérni. Folyamatban van az általános A típusú influenza elleni oltás kifejlesztése a vírus M2 transzmembrán fehérjéjét célozza, melyen Walter Fiers, Xavier Saelens és csapatuk dolgozik a Ghent Egyetemen, és túl van az első klinikai kísérleti fázison. Cél az univerzális influenza elleni védőoltás kifejlesztése is, amelyet ritkábban változó fehérjékre alapoznak, így az oltás nem egy-két évre, hanem annál tovább lesz képes minden influenza ellen védettséget nyújtani.
Vizsgálnak különböző, már használatban levő szereket is influenza szempontjából. Feladatuk az immunválasz aktiválása a vírussal, illetve antigénekkel szemben. Stimulálják a limfocitákat, a makrofágokat és az antigén prezentáló sejteket, hogy immunválaszt váltsanak ki a vírus citotoxikus hatásával szemben. A profilaktikus és terápiás szerek hatásának tesztelésére egérinfluenza modellt használnak. Például a limfocita T-sejt immunomodulátor akadályozza a vírus terjeszkedését az influenza egér modelljében.

## Hatása a kultúrára és a társadalomra
Az influenza közvetlen költségeket okoz a termelékenység csökkenése és a hozzá kapcsolódó orvosi kezelés miatt. Az Amerikai Egyesült Államokban a szezonális influenza 11 milliárd dolláros költséget okoz, melyből a közvetlen orvosi költségek több mint hárommilliárd dollárt tesznek ki. Becslések szerint egy pandémia által okozott költség 100 milliárd dolláros nagyságrendű lenne. Azonban nem vizsgálták a múltbéli pandémiák gazdasági hatását. Egyes szerzők szerint a spanyolnátha hosszú távú gazdasági hatása pozitív volt, növelte az egy főre jutó jövedelmet, annak ellenére, hogy rövid távon válságot és a dolgozók számának csökkenését okozta. Más tanulmányok megpróbálják egy, a spanyolnáthához hasonló pandémia hatását megbecsülni, ami a dolgozók 30%-ának megbetegedésével és 2,5%-ának elhalálozásával jár. Háromhetes betegséggel számolva a GDP 5%-kal csökken. További költségeket okoz 18-45 millió beteg orvosi ellátása, így az összköltség elérheti a 700 milliárd dollárt.
Még a megelőzés sincs ingyen. A potenciális H5N1 madárinfluenza pandémia megelőzésére milliárd amerikai dollárnak megfelelő összeget költöttek a világ kormányai. Ebbe beletartoznak a védőoltások és a gyógyszerek, a határvédelem megerősítése és a vészhelyzetekre való felkészülés. 2005 november elsején George W. Bush nyilvánosságra hozta nemzeti stratégiáját a pandémia elleni védekezésre, amelyre 7,1 milliárd dollárt kért a kongresszustól. Egy kínai konferencia alkalmából szervezett nemzetközi gyűjtésen két nap alatt 2 milliárd dollár gyűlt össze.
A 2009-es H1N1 influenza pandémia alkalmából a déli féltekén végzett kutatások szerint 
a vizsgált országokban a szocioökonómiai hatások elszigeteltek és időlegesek voltak. Ide tartozott a turizmus gyengülése is a vírustól való félelem miatt.

## Más fajoknál

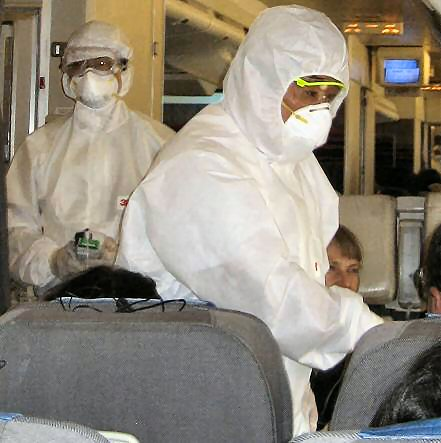
Kínai nyomozók vizsgálják a légi utasokat a sertésinfluenza egyik lehetséges tünetét, lázat keresve

Az influenza sok állatfajt képes megfertőzni; a különféle altípusok átkerülhetnek egyik fajról a másikra. Az influenza fő hordozóinak a madarakat tekintik. A legtöbb emberi altípus körülbelül 10 000 évvel ezelőttől ismert, amikor megkezdődött az állatok nagybani háziasítása. A hemagglutinin tizenhat és a neuraminidáz kilenc típusát azonosították. Ezek összes párosítását megtalálták madarakban, viszont egyes altípusok endemikusak különféle emlősökben, mint ember, kutya, ló, sertés; szintén saját influenzavariánsokkal bírnak a következő fajok egyes populációi: tevék, vadászgörények, macskák, fókák, cetek, nyércek. Néha az adott faj nevével utalnak az adott influenzára, így szóba kerül az ember influenzája mellett madárinfluenza, sertésinfluenza, lóinfluenza és kutyainfluenza. A macskanátha vagy macskainfluenza egy egészen más vírusos betegségre utal, aminek nem sok köze van az influenzához. A tünetek lovakban, kutyákban, sertésekben az emberéhez hasonlóak: láz, köhögés. étvágytalanság. A betegség terjedését nem figyelik annyira, mint az embereknél, viszont az 1979–1980-as szezonban Új-Anglia partjainál a kikötői fókák közül 500-at ölt meg a járvány. Ezzel szemben a sertésinfluenza gyakori, de csak ritkán halálos. A baromfik számára oltásokat tartanak karban a madárinfluenza megelőzésére és kezelésére.

### Madarakban
A madárinfluenza változékony, és nem specifikus tüneteket okoz madarakban. Tünetek lehetnek a felborzolt tollazat, a csökkent termékenység, a súlyvesztés vagy a légzőszervi tünetek. Ezek a tünetek felvetik a gyanút, de a pontos diagnózis labormunkát igényel. Virulensebb altípusok, mint a H9N2, súlyosabb tüneteket és magasabb halálozási arányt okoznak. A legpatogénebb altípusoknál a tünetek hirtelen jelennek meg, és a házityúkok és a pulykák majdnem 100%-a két napon belül belehal. Intenzív tartásban a tömeges körülmények miatt a tünetek gyorsan terjednek, ezzel a gazdasági kár is óriási lehet.
A madarakhoz adaptálódott H5N1 erősen patogén influenza sok madárpopulációban endemikus, különösen Délkelet-Ázsiában. Ennek HPAI A(H5N1) ázsiai ága okozta a madárinfluenza pandémiát. Ezzel egyidőben epizoózisa (más fajok körében terjedő világjárványt) is zajlott, ami több állatfajra is kiterjedt, azaz pánzoózis is volt. Madarak tízmilliói estek áldozatául, és a terjedés megakadályozása érdekében több mint százmillió további madarat áldoztak fel. A médiában többnyire madárinfluenzaként emlegették.
2013 márciusában a kínai kormány a H7N9 három esetét jelentette be, akik közül két ember meghalt, egy pedig súlyosan megbetegedett. Habár tagadták, hogy terjedne emberről emberre, április közepén 82 esetet ismertek, 17-en meghaltak. Ezek közé tartozik három sanghaji családi klaszter, és Pekingben egy szomszéd fiúból és lányból álló klaszter. Habár ez felvetette az emberről emberre terjedés lehetőségét, mégsem fogadták el bizonyítéknak. A WHO szerint szoros kontaktus esetén volt képes emberről emberre terjedni, de nem annyira, hogy járványt okozzon.

### Sertésekben
A sertésinfluenza tünetei az emberéhez hasonlók: láz, levertség, köhögés, tüsszögés, nehéz légzés és étvágytalanság. Akár vetélést is okozhat. Habár többnyire nem halálos, a fogyás miatt gazdasági kárt okoz. A beteg sertések három-négy hét alatt akár 12 fontot is veszíthetnek. A sertésinfluenza alkalmanként emberre is terjedhet. A 20. század közepétől megismert vírus alkalmanként embereket is megfertőzött; 2009 előtt 50 ilyen eset ismert, melyből hat halállal végződött.
2009-ben a H1N1 influenza pandémiát okozott. Ez sertésinfluenza néven vált közismertté, habár nincs arra bizonyíték, hogy valóban sertésinfluenza volt-e, azaz endemikus a sertésekben, mivel emberről emberre terjedt. Úgy találták, hogy az emberekben, madarakban, sertésekben megtalálható H1N1 influenzák rekombinációja volt.

## Fordítás
Ez a szócikk részben vagy egészben  az   Influenza című angol Wikipédia-szócikk fordításán alapul.  Az eredeti cikk szerkesztőit annak laptörténete sorolja fel. Ez a jelzés csupán a megfogalmazás eredetét és a szerzői jogokat jelzi, nem szolgál a cikkben szereplő információk forrásmegjelöléseként.